# Evenes
Evenes este o comună din provincia Nordland, Norvegia.